# 白岩城
白岩城（しらいわじょう）は、出羽国村山郡寒河江荘白岩（山形県寒河江市白岩）にあった日本の城。

## 概要

### 歴史
白岩（寒河江市白岩）の地は、寒河江川上流に大江広元宗廟吉川の地を経て庄内と接し、寒河江川扇状地の上流と下流を分かつ要地であった。斯波兼頼との争いで父・大江元政を失った時茂は、南北朝の争乱に備えて寒河江荘を子や兄弟に分割して城や楯を築かせ、白岩の地には嫡男・溝延茂信の子・政広を配した。
白岩氏は4代・白岩満教を溝延氏から迎えると、両者は関係を強めながら次第に自立性を高め領主権を拡大するが、戦国時代末期寒河江氏滅亡と前後して最上氏に下り松根光広を養子として迎えた。慶長出羽合戦では庄内から六十里越街道を経て侵入した下秀久に攻め落とされた。
元和8年（1622年）最上氏が改易になると、白岩には旗本・酒井忠重（庄内藩主・酒井忠勝の弟）が入った。しかし忠重は苛政を布き、寛永10年（1633年）には白岩領の農民が一揆を起こして江戸奉行所に訴える事態となった（白岩一揆）。これが原因となり、寛永15年（1638年）に酒井忠重は改易された。その後、白岩領は幕府領となり、代官の支配下に置かれた。

### 構造
葉山山麓の南端、標高150ｍから220ｍの丘陵地に位置し、城域東西600ｍ、南北450ｍの方形の区域に5つの楯を有する山城であった。北側東側には実沢川が流れ天然の要害であり、南側に3つの虎口を有していた。稲荷山楯を中枢とし、北・東に実沢川が天然の堀を形成し、南は上楯山・八幡楯、西は複合郭型式の新楯で防御した。上楯山は標高210ｍの独立丘陵上に配され、物見を兼ねた。八幡楯は標高165ｍ東西250ｍ南北80ｍの台地を形成し六十里越街道を抑える役割を果たした。
- 稲荷山楯[3] - 白岩城館群の中枢。標高199mの独立丘陵に位置し、主要な防御施設は北・東に配置されている。
- 上楯山[3] - 稲荷山楯の南西、標高210mの独立丘陵に位置する。東西85m、南北25mの山頂曲輪を擁する。
- 八幡楯[3] - 稲荷山楯の南方、標高165mで、東西250m南北80の長方形台地に位置する。
- 留場楯[3] - 稲荷山楯の北方、標高210mに位置し一辺が50mの方形の主郭を持つ。

### 歴代城主
白岩氏
- 初代　白岩政広
- 2代　明代
- 3代　広茂
- 4代　満教
- 5代　満広
- 6代　宗広
- 7代　広隆
- 8代　広教

最上氏
- 松根光広

酒井氏
- 酒井忠重

### 支城
- 陣ケ峰楯 - 白岩本城から実沢川を挟んで東方にあり、実沢川と寒河江川が合流する地点の台地上に構築された。L字の尾根部を130ｍにわたり平坦にして郭を造り、主郭は東西10ｍ南北20ｍである[3]。

## 所在地
- 白岩城跡 - 山形県寒河江市白岩2007付近

## アクセス
- JR羽前高松駅から3.5ｋｍ（車で10分）
- 寒河江ICから11.5ｋｍ（車で25分）